# しる☆シルっ!! 〜潮吹きお嬢様はHすぎますっ〜
『しる☆シルっ!! 〜潮吹きお嬢様はHすぎますっ〜』（しるシルっ しおふきおじょうさまはエッチすぎますっ）は、日本のアダルトゲームブランド・スワンアイが2007年11月16日に発売した18禁アドベンチャーゲーム。2009年11月20日より立ち絵鑑賞モードと壁紙作成モードを追加した特別版のダウンロード販売が開始されている。

## 概要
スワンアイはデビュー作『孕ら☆ハラっ!! 〜中出し学園せ〜かつ〜』以降、発売作品のほとんどがヒロインを妊娠させる「孕ませ」を主題にしており、「ボテもえ」ブランドを自称しているが、本作のみ「孕ませ」でなく「愛液」が主題となっている。もっとも、本作においてもヒロインの1人が主人公の子を妊娠したことを告白し、臨月間近に性交するイベントが含まれていることから、本作以降のタイトルでも販促チラシ等では「ボテもえ作品ラインナップ」に本作も除外されずに加えられている。

## ストーリー
名家の令嬢ばかりが通う全寮制の陽光女学院にカウンセラーとして派遣された主人公・御手洗浩治は、学院内で「四天使」と讃えられている4人の美少女たちに出会う。
俗世間から隔離された学院生たちは性に対する好奇心が人一倍強く、浩治を捕まえて休む間も無くHなことを実演させようとして来る。最初の内は羞恥心から抵抗していた浩治であったが、本業のカウンセリングを通じて学院生たちの悩みを解消する手助けが出来るならばと献身的な態度になって行く。そして、深層の令嬢たちが性的快楽の証として秘所より吹き出す「お嬢汁」を浴びる快感の虜になってしまう。

## 登場人物
御手洗 浩治（みたらい こうじ）
声：なし
主人公・25歳。カウンセラーとして派遣された陽光女学院で学院生たちから理不尽極まり無い形でHなことを実演させられる内に「お嬢汁」を浴びる快感から逃れられなくなってしまう。

### 四天使
龍ヶ崎 美麗（りゅうがさき みれい）
声：相元ゆうき
陽光女学院理事長の一人娘。その立場が故に、学院内で美麗に誰も反抗する者はいなかったが理不尽な性行為の実演を浩治に拒まれたことで反発を覚え、最初の内は浩治を屈服させようとしていた。しかし、誰にも甘えられない寂しさを隠すために高飛車な態度を取ってしまうことを浩治に見抜いてもらった感動から、身も心も開いて行く。
三都辻 えりな（みつつじ えりな）
声：友咲綾乃
一代で財を成した実業家の娘。持ち前の明るさと行動力が長所で、家柄や血統を気にせず誰とでも分け隔て無く接するため学院内の人気は高いが、父親の生い立ちから「成金」と陰口を叩かれているのではないかと気に病んでおり、必要以上に相手の顔色を伺おうとする所がある。2011年発売のiPhone・iPod touch用アプリ『花札しよっ!』では、対戦相手の1人として登場した。
道成寺 沙椰（どうじょうじ さや）
声：七生悠
甘やかされて育ち、人並み外れた自尊心を持つお嬢様。重度の負けず嫌いで知ったかぶりをするのに加えて自分の思い通りにならないとすぐに癇癪を起こし、背の低さも相まって非常に子供っぽい。
鷹宮 千恵梨（たかみや ちえり）
声：箱森ゆめ
清楚でおしとやかな第一印象のお嬢様。思い込みが激しく、何事も二元論で割り切って考える。えりなと特に仲が良く、恐い話の苦手なえりなをわざと困らせて楽しむSっ気がある。

### 新聞部
岸本 利里子（きしもと りりこ）
声：友咲綾乃
眼鏡っ娘の新聞部長。フットワークの軽さが自慢で、学院生の個人情報を満載したメモを常に持ち歩いている。常に事件を探し求めているが、熱意の余り自作自演に走ってしまうこともある。
本波 千帆（ほんなみ ちほ）
新聞部員。気が弱く、小さな声でボソボソと喋る。部活動中は利里子の、そうでない時は他の学院生のパシリをやらされている。

## スタッフ
- シナリオ：南条巴
- 原画：文月紫
- 音楽：Arp